# Argulus schoutedeni
Argulus schoutedeni is een visluizensoort uit de familie van de Argulidae. De wetenschappelijke naam van de soort is voor het eerst geldig gepubliceerd in 1928 door Monod.